# Son in Law
Son in Law (Menudo yerno en España, Mi futuro yerno en Argentina) es un film estadounidense de 1993 protagonizado por Pauly Shore, Carla Gugino, Lane Smith, Cindy Pickett y Tiffani Thiessen.

## Argumento
Rebecca "Becca" Warner (Gugino), una hija de granjeros de Dakota del Norte, después de graduarse va a la universidad en California mientras su novio de toda la vida, Travis, la espera en el pueblo. Todo apunta a que va a pedir su matrimonio inminentemente, ella comienza a tener dudas y le entra pánico, sobre todo después de conocer la vida universitaria. Para Acción de Gracias ha de volver a casa y se le ocurre llevarse invitado a Crawl (Pauly Shore), un estrambótico amigo de la universidad al que ha de convencer para hacerle pasar por su ligue y así la ayude con novio. Todo para él parece una broma y lo malo es que no tiene idea de cómo es la vida de la granja, incluso la cosa va más allá y tiene que conocer a Travis.

## Curiosidades
- Brendan Fraser hace un cameo realizando el mismo papel que su anterior película con Shore (El hombre de California)

- Datos: Q1137790